# Lil Nas X
Montero Lamar Hill (sinh ngày 9 tháng 4 năm 1999) hay còn được biết đến với nghệ danh Lil Nas X là một nam ca sĩ kiêm nhạc sĩ, rapper người Mỹ. Anh được biết đến rộng rãi qua ca khúc "Old Town Road" sau khi nó lan truyền trên ứng dụng TikTok đầu năm 2019.  Bài hát đã đứng đầu bảng xếp hạng Billboard Hot 100 của Hoa Kỳ trong 19 tuần liên tiếp, trở thành bài hát đồng quê đứng hạng 1 lâu nhất kể từ khi bảng xếp hạng ra mắt vào năm 1958.

## Đời tư
Vào ngày 30 tháng 6 năm 2019, ngày cuối cùng của Tháng Tự hào, Nas X công khai là người đồng tính.